# Wolfgang Malecha
Wolfgang Malecha (* 17. Juni 1932 in Jüterbog; † 3. April 1994 in Bonn) war ein Generalleutnant des Heeres der Bundeswehr.

## Werdegang
Malecha trat am 9. April 1953 in den Bundesgrenzschutz ein und durchlief als Angehöriger des 5. Offizieranwärterjahrgangs die Ausbildung zum Bundesgrenzschutzoffizier in Glückstadt, Eschwege, Fulda und Lübeck. Danach war er Zugführer in den Grenzschutzabteilungen I/3 in Fulda und II/3 in Kassel.
Am 1. Juli 1956 wurde er gemäß 2. BGS-Gesetz in die Bundeswehr übernommen. Der Artillerietruppe zugeordnet, wurde er Batterieoffizier im I. Bataillon des Feldartillerieregiments 2 in Niederlahnstein. Ab Oktober 1957 war er Hörsaaloffizier an der Heeresoffizierschule II in Husum und ab August 1958 Lehrgruppenoffizier an der Heeresoffizierschule II in Hamburg. Von 1960 bis 1963 war er Batteriechef der 3. Batterie des Feldartilleriebataillons 355 in Hammelburg bzw. ab 1962 in Mellrichstadt. Von Oktober 1963 bis März 1964 war er Hörsaalleiter im Fahnenjunker-Lehrgang an der Artillerieschule in Idar-Oberstein. 
Von 1964 bis 1966 absolvierte Malecha den 7. Generalstabslehrgang Heer an der Führungsakademie der Bundeswehr in Hamburg, wo er zum Offizier im Generalstabsdienst ausgebildet wurde. Danach war er Referent im Führungsstab des Heeres (Fü H) im Bundesministerium der Verteidigung in den Referaten II 3, I 6 und I 1 in Bonn, bevor er im Oktober 1969 Generalstabsoffizier für Planung, Ausbildung und Organisation (G3) der Panzergrenadierbrigade 24 in Landshut wurde. Vom 1. Juli 1970 bis 31. März 1972 kommandierte Oberstleutnant Malecha das Panzerartilleriebataillon 215 in der Generalfeldmarschall-Rommel-Kaserne in Augustdorf. Danach war er G3 der Abteilung Heer an der Führungsakademie der Bundeswehr in Hamburg und ab 1973 Referatsleiter Fü H I 6. Von 1975 bis 1977 war er als Oberst Adjutant des Generalinspekteurs der Bundeswehr. 1978 war er Lehrgangsteilnehmer am Royal College of Defence Studies in London und dann von 1979 bis 1982 Stellvertreter und Chef des Stabes des Deutschen Militärischen Vertreters beim NATO-Militärausschuss in Brüssel.
Vom 1. April 1982 bis 31. März 1984 bekleidete Brigadegeneral Malecha die Position als Chef des Stabes des III. Korps in Koblenz. Als Generalmajor war er Kommandeur der 6. Panzergrenadierdivision in Neumünster in der Zeit vom 1. April 1984 bis 31. März 1986. Nach der Beförderung zum Generalleutnant übte Malecha vom 1. April 1986 bis 31. März 1988 das Amt des stellvertretenden Inspekteurs des Heeres aus. 1987 setzte sich Generalleutnant Malecha für den Anschaffung des Mehrfachraketenwerfer Multiple Launch Rocket System ein. Von 1988 bis 1990 war er stellvertretender Chef des Stabes Planung und Operationen im Supreme Headquarters Allied Powers Europe in Mons, Belgien. Mit Ablauf des September 1990 wurde Malecha als Generalleutnant in den Ruhestand versetzt.
In den Jahren von 1992 bis 1994 war er Leiter des Regionalkreises West der Clausewitz-Gesellschaft.
Machela war verheiratet.

## Auszeichnungen
- 1977: Verdienstkreuz am Bande des Verdienstordens der Bundesrepublik Deutschland
- 1981: Verdienstkreuz 1. Klasse des Verdienstordens der Bundesrepublik Deutschland
- 1988: Großes Verdienstkreuz des Verdienstordens der Bundesrepublik Deutschland
- 1988: Kommandeur des französischen Ordre national du Mérite